# Korpinkierros
Korpinkierros, česky lze přeložit jako Havraní okruh, je žlutá okružní turistická trasa v Národním parku Nuuksio. Nachází se v částech Nuuksio a Siikajarvi (Vanha-Espoo, město Espoo) a ve Vihti v provincii Uusimaa v jižním Finsku. Trasa vede kopcovitým zvlněným terénem po skalách a lesích kolem jezer. Délka trasy je 7,4 km.

## Další informace
Začíná na parkovišti u východní části jezera Haukkalampi. Společně s modrou trasou Haukankierros, červenou trasou Punarinnankierros a cyklotrasou pokračuje kolem informačního centra Haukkalampi (Haukkalammen luontotupa) a stáčí se k jiho-jihovýchodu k rozcestníku pod jezerem Mustalampi. U rozcestníku se odděluje červená trasa Punarinnankierros. Jezero Mustalampi je známé přírodními plovoucími rašelinovými/rostlinnými ostrovy/vory. Pak se stezka stáčí k jihovýchodo-východu a vede podél jezera Mustalampi a tábořiště Mustalammen länsipuolen telttailualue až k rozcestníku. U rozcestníku se odděluje cyklostrasa a o něco dále také modrá trasa Haukankierros a trasa Korpinkierros pokračuje k jezerům Kolmikulmalampi a Holma-Saarijärvi. Za tábořištěm Holma-Saarijärven länsipuolen telttailualue, se trasa stáčí k jihovýchodu a vede k jezeru Západní Kolmoislammi a pak k rozcestníku s oranžovou spojovací stezkou Yhdysreitti. Odtud vede stezka stezka jihovýchodo-východním směrem k dalšímu rozcestníku s oranžovou spojovací stezkou Yhdysreitti až k rozcestníku s cyklostezkou. Od rozcestníku směřuje Korpinkierros severozápadně společně s cyklostezkou kolem jezírka Vähä Romlampi, přes skalnatý kopec Rajakallio, který je s nadmořskou výškou 110 m nejvyšším bodem celé trasy. Pak stezka vede k jezeru Mustalampi a za dřevěnou lávkou se u rozcestníku opět napojuje a po stejné trase vede zpět k začátku u jezera Haukkalampi.

## Galerie

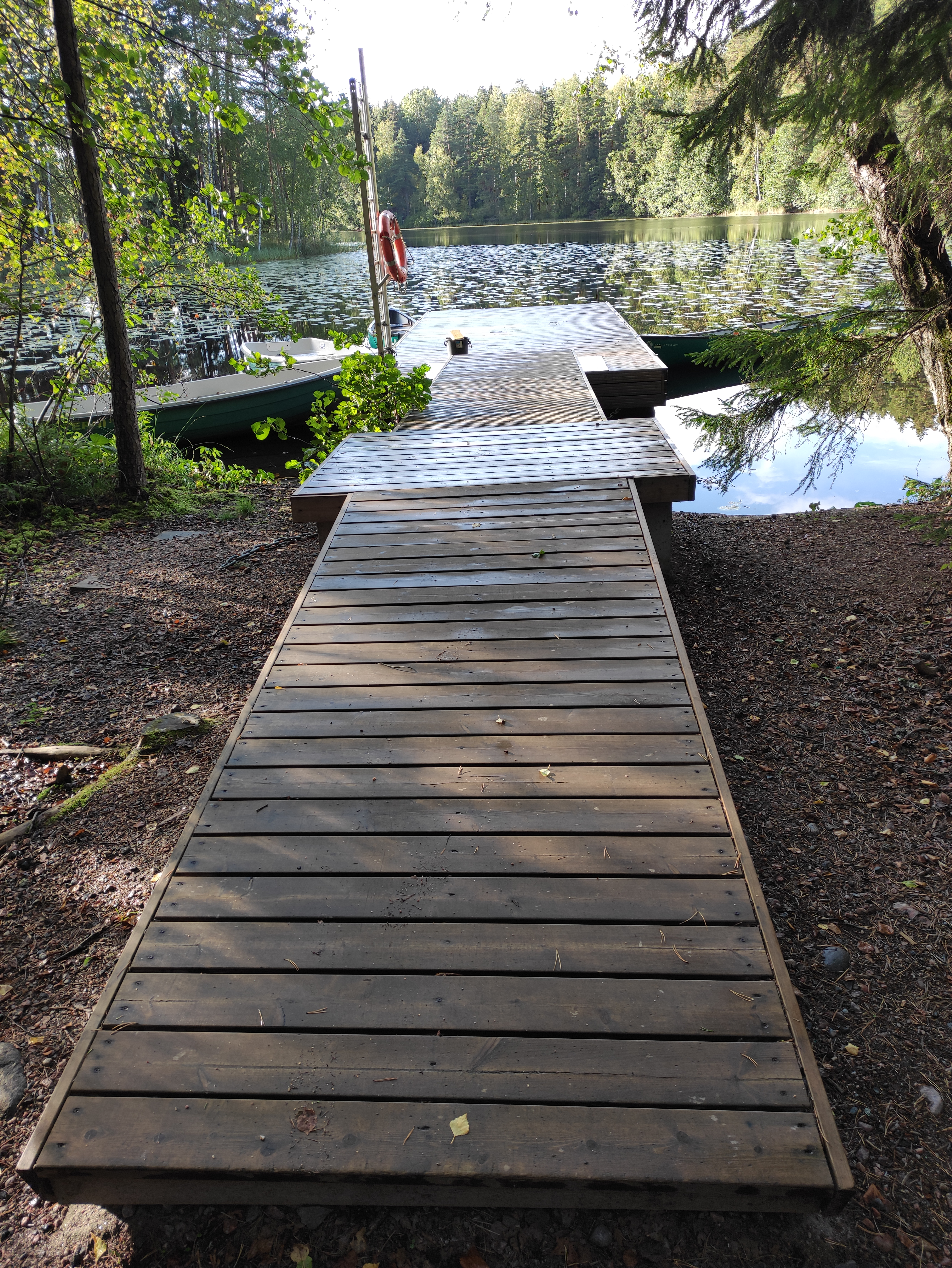
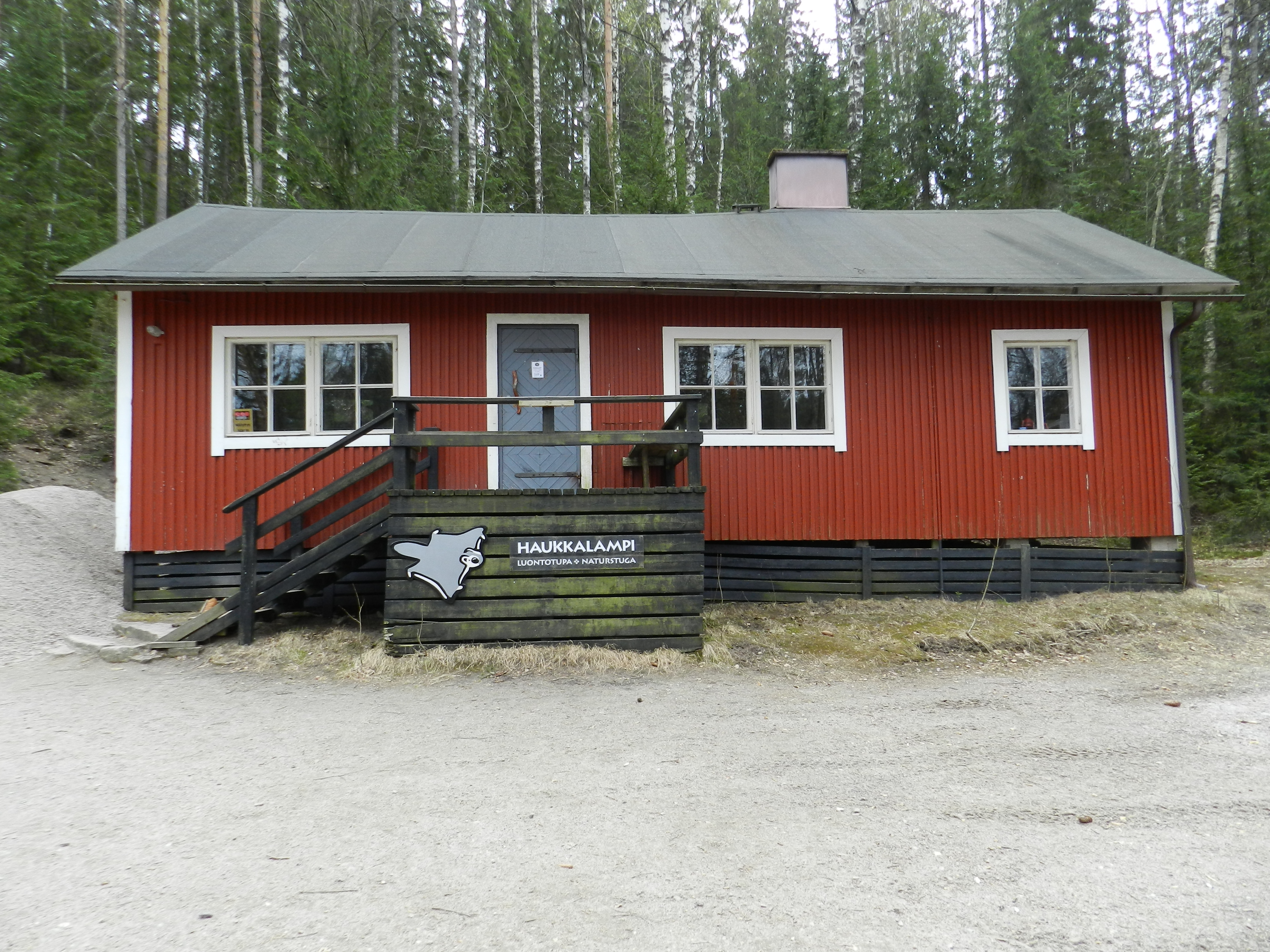
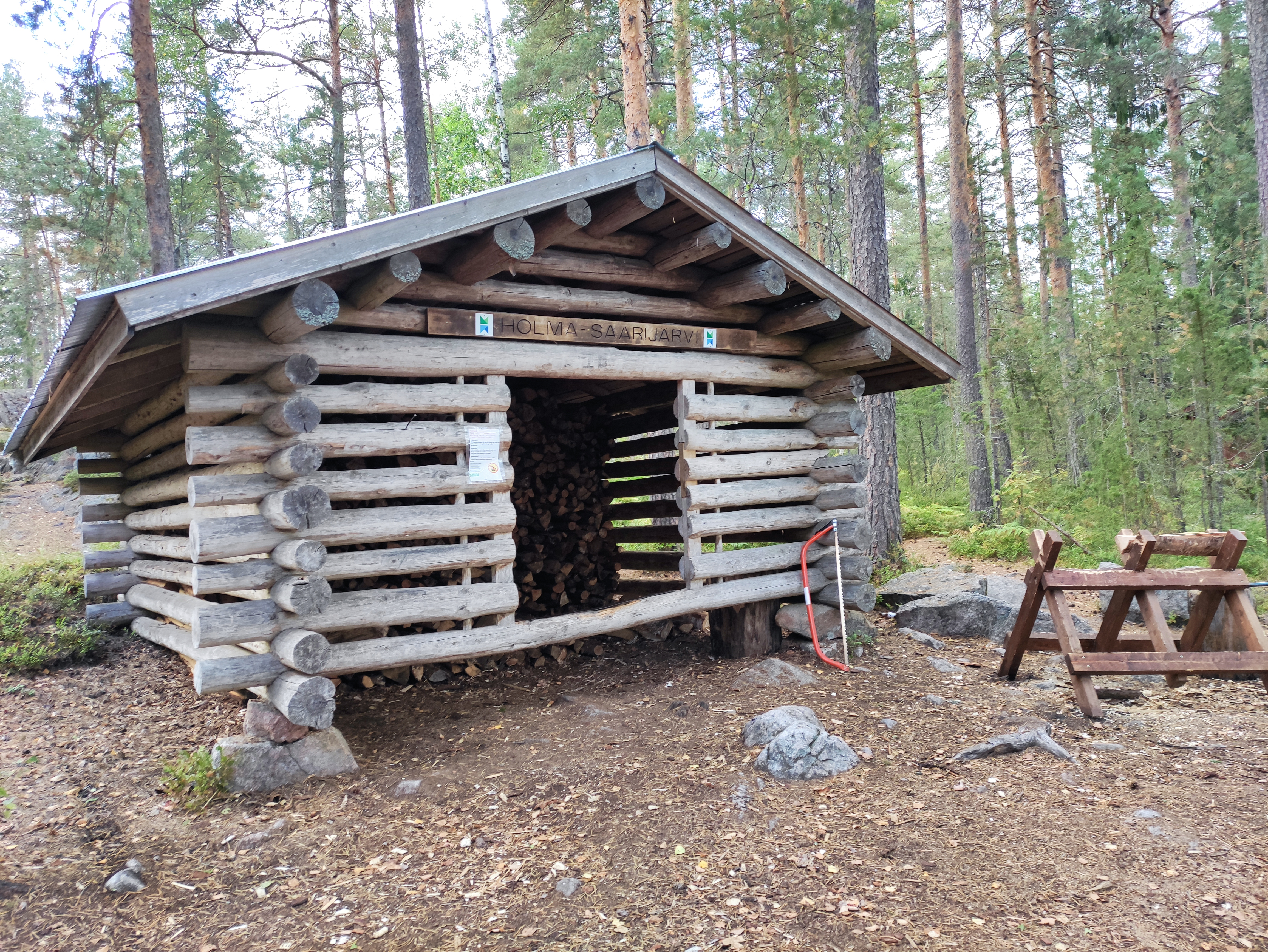
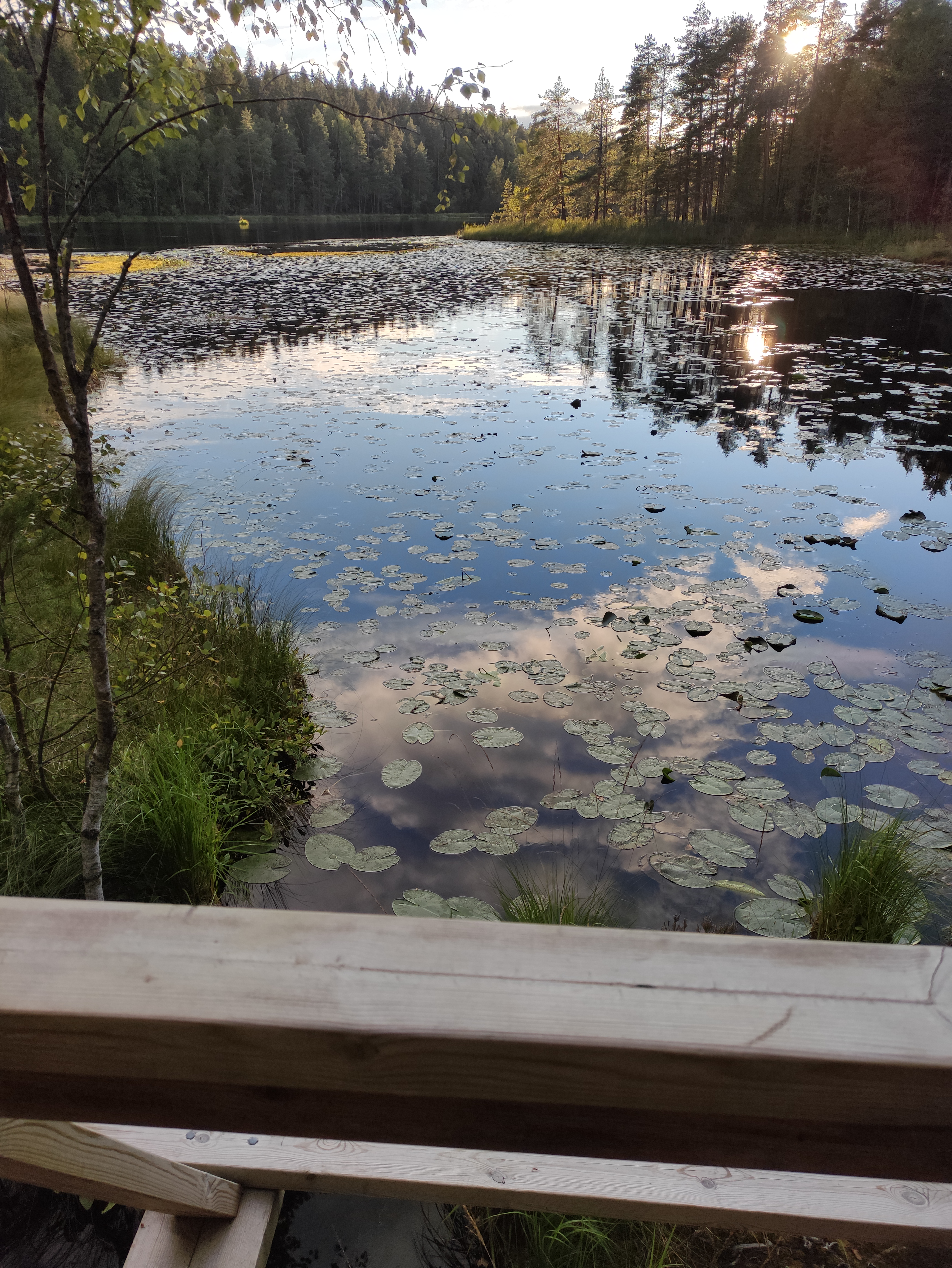
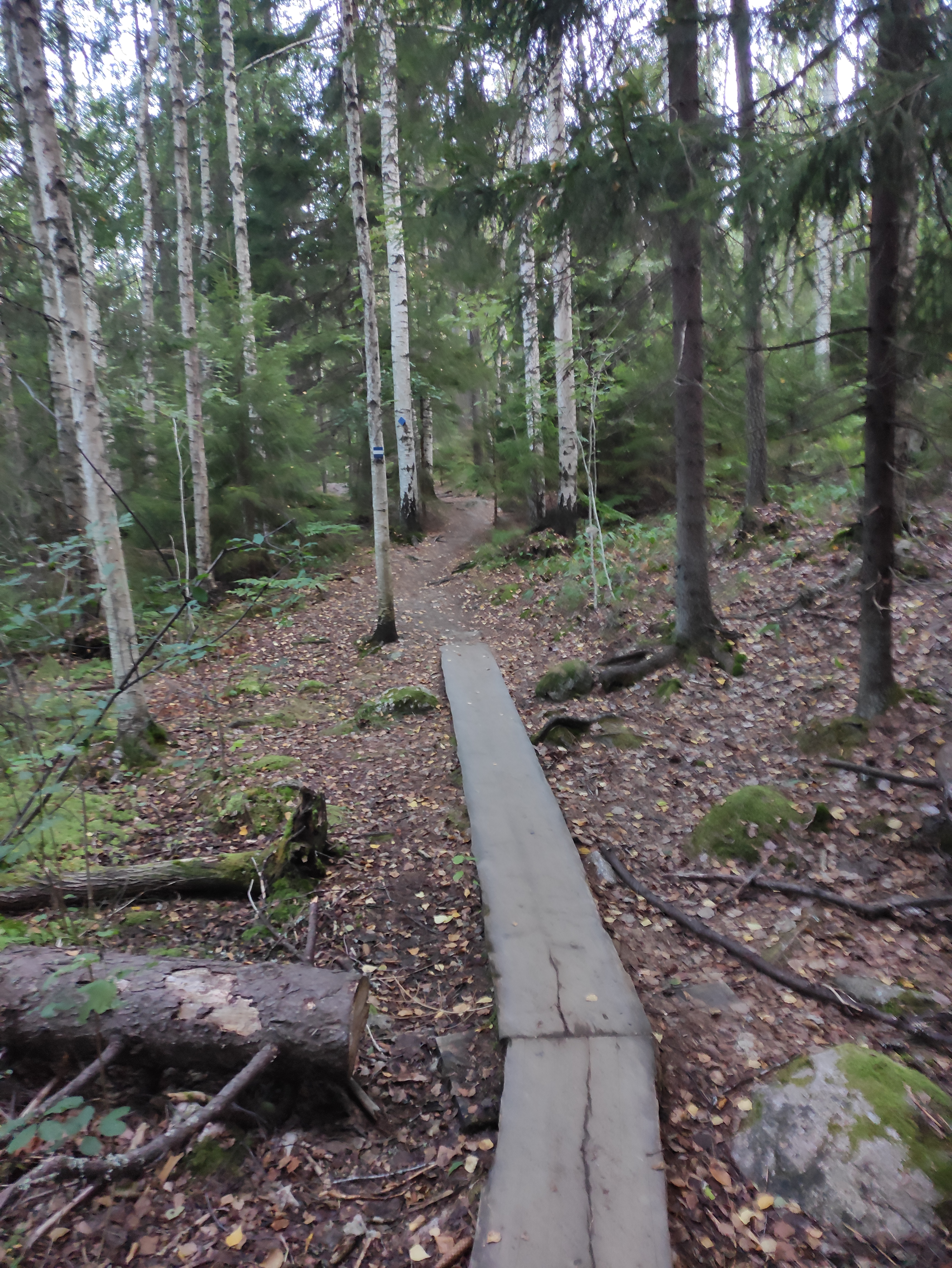
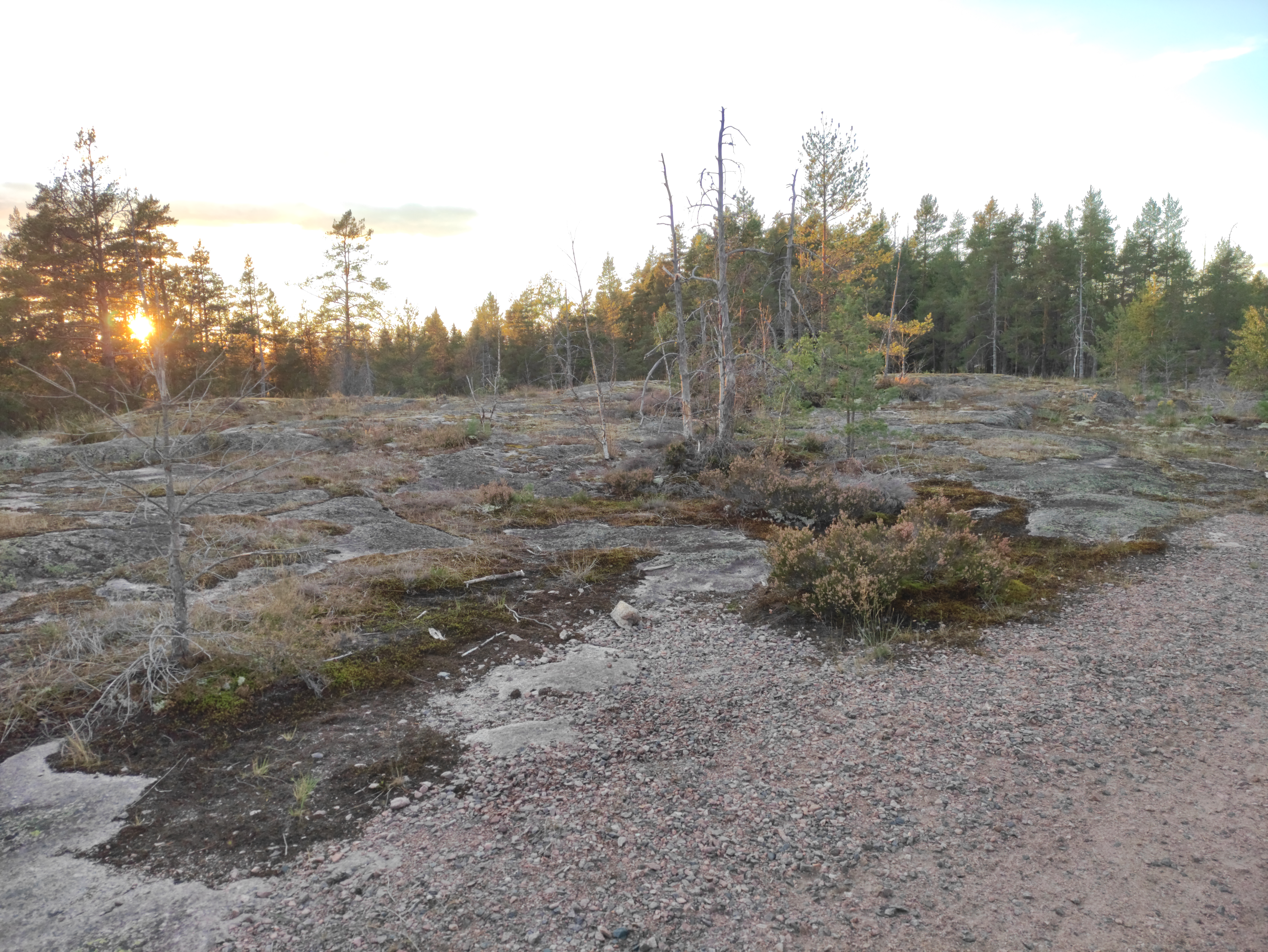